# 이나바야마성 전투

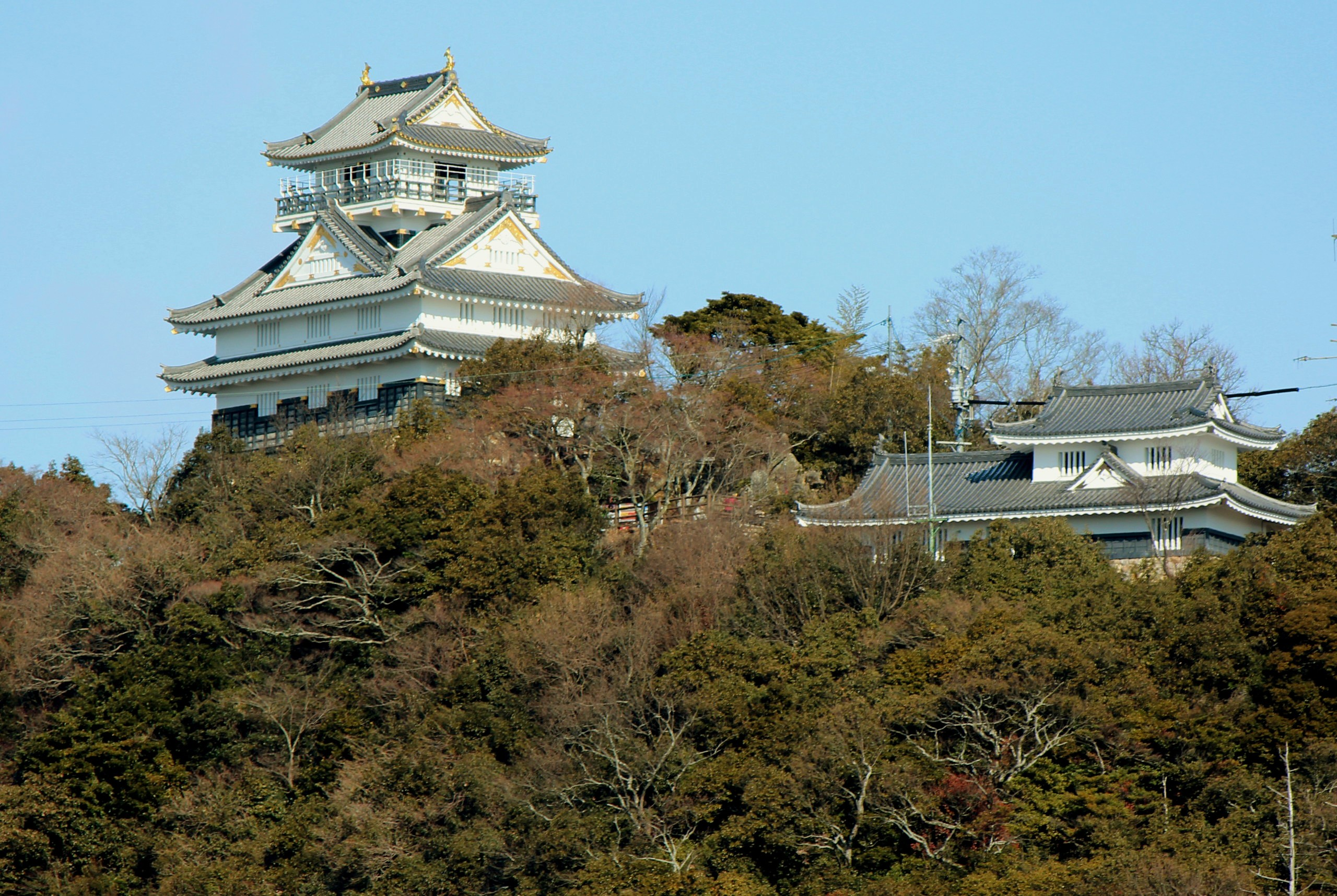
덴슈 기후성 (2012년)

이나바야마성 전투(稲葉山城の戦い, 이나바야마조 다타카이)는 1567년 오다 노부나가가 산꼭대기 성에서 사이토 가문을 격파하고 일본 미노국을 정복하기 위한 마지막 전투였다.
신장공기에 따르면 1567년 9월 13일부터 27일까지, 즉 일본력으로는 에이로쿠 10년인 8월 1일부터 15일까지 2주간의 짧은 포위 공격이 이루어졌다. 이 포위 공격은 노부나가 연합군의 결정적인 전투와 승리로 끝났고, 그 결과 사이토 가문과 그 가신 및 동맹국이 정복되었다. 이 승리는 지난 6년 동안 간헐적으로 진행된 노부나가의 미노 캠페인의 정점이었다. 이로써 20여년 전 노부나가의 아버지 오다 노부히데와 사이토 도산 사이에 시작된 오와리국 오다 가문과 미노 사이토 가문 사이의 경쟁이 종식되었다.
사이토 가문의 지도력이 약했기 때문에 많은 사무라이 지도자들이 전투 전에 노부나가에게 항복했고, 다른 지도자들은 전투 후에 기꺼이 복종했다. 이 승리로 노부나가는 광대하고 비옥한 미노국을 장악하고 수많은 지지자와 자원을 얻었다. 노부나가는 이나바야마 성을 수리하고 기후성으로 이름을 바꾸었으며, 이를 기반으로 호쿠리쿠 지역으로 북쪽으로 확장하고 교토로 진격할 수 있는 확고한 기반을 마련했다. 기후 성은 1575년 부분적으로 완성된 아즈치 성으로 이전할 때까지 그의 주요 거주지이자 군사 본부로 기능했다.
노부나가의 젊은 가신 기노시타 도키치로(나중에 도요토미 히데요시로 알려진 인물)는 이나바야마에서 승리를 거두는 데 중요한 역할을 했다. 전투가 시작되기까지 몇 년 동안 그는 지역 군벌의 지원을 협상하여 공격 당시 기성 군대를 확보했으며 적 영토 가장자리에 성을 건설하여 집결지 역할을 했다. 이러한 준비에 더해 도키치로는 특공대 습격과 같은 대담한 계획을 고안하고 주도하여 성에 침입하여 공격군을 위해 성문을 열었다. 그의 노력과 승리의 결과, 노부나가와의 입지는 상당히 높아졌다. 따라서 이 전투는 노부나가의 계획에 있어서 즉각적인 중요성을 갖는 것 외에도 도요토미 히데요시가 권력을 잡는 데 있어 중요한 단계이기도 했다.